# Rhinobothryum
Rhinobothryum — рід змій родини полозових (Colubridae). Представники цього роду мешкають в Центральній і Південній Америці.

## Види
Рід Rhinobothryum нараховує 2 види:
- Rhinobothryum bovallii (Andersson, 1916)
- Rhinobothryum lentiginosum (Scopoli, 1785)

## Етимологія
Наукова назва роду Rhinobothryum походить від сполучення слів дав.-гр. ῥις — ніс і βοθρυον — отвір.